# Пасова передача

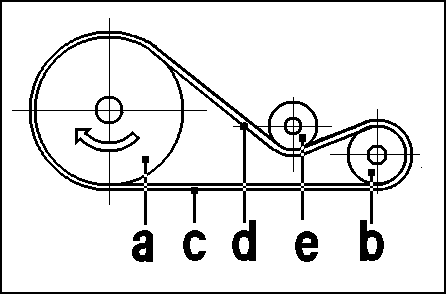
Зобр. 1. Конструкція пасової передачі

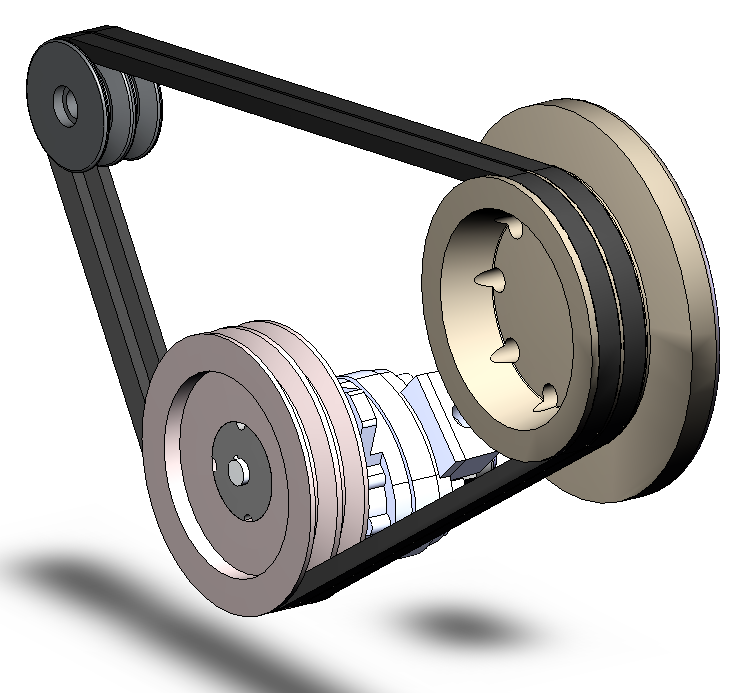
Зобр. 2. Два паси, ведучий шків, ведений шків та натяжний ролик клинопасової передачі

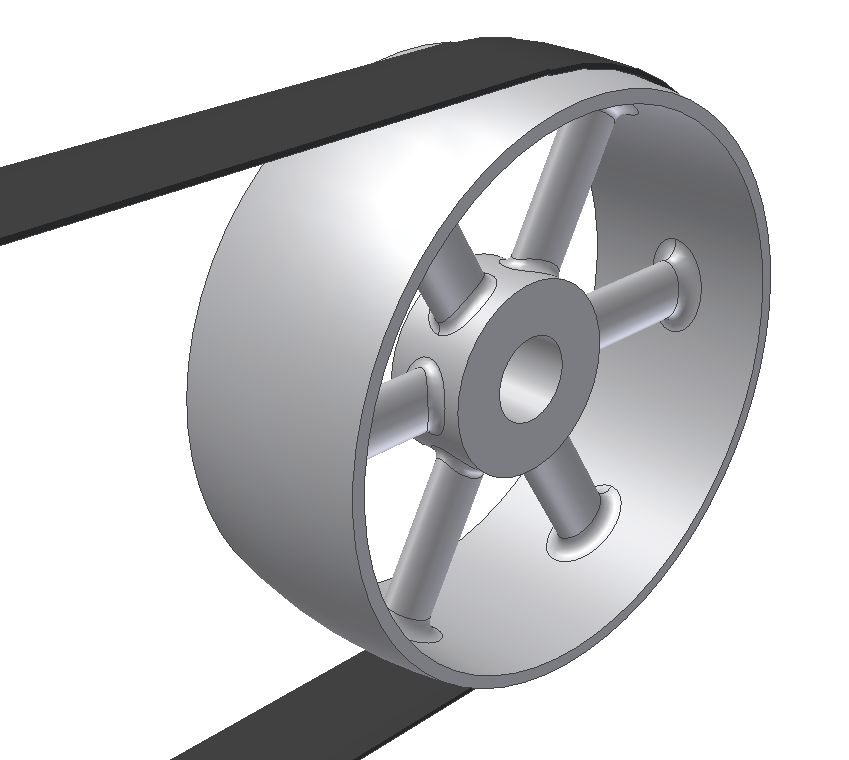
Зобр. 3. Ведений шків і пас плоскопасової передачі

Зобр. 4. Види пасових передач за розміщенням валів: відкрита, перехресна, напівперехресна

Зобр. 5. Пасова передача.

Па́сова передача — це механічний пристрій для передавання механічної енергії (механічна передача) між валами за допомогою гнучкого елемента (приводного паса) за рахунок сил тертя або сил зачеплення (зубчасті приводні паси).

## Загальні відомості
Пасові передачі не забезпечують жорсткого зв'язку між шківами через можливість проковзування паса на шківах. Тому у кінематично точних приводних механізмах пасові передачі застосовують дуже рідко.
Пасові передачі переважно використовують для передавання потужностей у діапазоні 0,2…50 кВт. Зустрічаються також передачі для потужностей 500 і навіть 1500 кВт, проте застосування їх має унікальний характер.
Передавальні числа пасових передач допускаються до 5–6, рідше до 10.
Швидкість руху пасів у передачах загального призначення не перевищує 30 м/с. Спеціальні швидкохідні паси допускають при пониженій довговічності швидкості до 50 і навіть до 100 м/с.
ККД пасових передач різних типів становить близько 0,90…0,97. Для плоскопасової відкритої передачі середнє значення ККД 0,96…0,98, для клинопасової 0,95…0,96.

### Конструкція
У найпоширенішій конструкції (Зобр. 1) пасова передача складається з ведучого (a) і веденого (b) шківів та замкнутої форми приводного паса (c, d), що розміщується на шківах із деяким попереднім натягом. Вільна ділянка (c) паса, що набігає на ведучий шків (a), називається ведучою гілкою паса, а вільна ділянка (d), що набігає на ведений шків, називається веденою гілкою. Попередній натяг паса створюється за рахунок його пружного розтягу при закладенні на шківи або застосуванням спеціального натяжного пристрою (ролика) (e). Під час роботи передачі пас передає енергію від ведучого шківа до веденого за рахунок сил тертя, які виникають між пасом та шківами.

### Переваги та недоліки
У порівнянні із зубчастою передачею пасові передачі мають низку переваг і недоліків.
Основні переваги пасової передачі:
- можливість передавання руху між валами, що знаходяться на значній відстані;
- плавність та безшумність роботи, які обумовлені еластичністю паса;
- запобігання різкому перевантаженню елементів машини внаслідок пружності паса та можливості його проковзування на шківах;
- простота конструкції, обслуговування та догляду в експлуатації;
- відносно високий ККД.

До недоліків пасової передачі належать:
- неможливість виконання малогабаритних передач (для однакових умов навантаження діаметри шківів майже у 5 разів більші, ніж діаметри зубчастих коліс);
- несталість передавального числа через можливе проковзування паса;
- підвищене навантаження валів та їхніх опор, що пов'язане із потребою достатньо високого попереднього натягнення паса;
- низька довговічність приводних пасів (у межах 1000–5000 год).

### Класифікація
За формою поперечного перерізу приводного паса:
- плоскопасова (Зобр. 3);
- клинопасова (Зобр. 2);
- поліклинопасова;
- круглопасова.

За розміщенням валів:
- відкрита (Зобр 4.);
- перехресна(Зобр 4.);
- напівперехресна(Зобр 4.):
- багатошківна з натяжним роликом (Зобр 2.).

Пасова передача може мати як постійне, так і змінне передавальне число (варіатор).
Окремо слід розглядати зубчасто–пасові передачі у яких плоский пас на внутрішньому боці має зубці трапецієподібної форми, а шківи — відповідні їм зубці на ободі. Така передача працює за принципом зачеплення, а не тертя. До пасових передач вона належить умовно тільки за назвою та формою тягового органу.

## Основні параметри пасових передач

### Геометричні характеристики
Міжосьова відстань пасової передачі визначається переважно конструкцією приводу машини і рекомендується в таких межах:
- для плоскопасових передач приймається у межах:

{\displaystyle (D_{1}+D_{2})\leq a\leq 2,5(D_{1}+D_{2}),}
- для клинопасових обирається з діапазону:

{\displaystyle 0,6(D_{1}+D_{2})\leq a\leq 1,5(D_{1}+D_{2}),}
де {\displaystyle D_{1}} і {\displaystyle D_{2}} — діаметри шківів.
Розрахункова довжина паса:
{\displaystyle L=2a+{\frac {\pi }{2}}(D_{1}+D_{2})+{\frac {(D_{2}-D_{1})^{2}}{4a}}.}
Кут охоплення пасом меншого шківа:
{\displaystyle {\alpha }_{1}=180^{o}-57^{o}{\frac {D_{2}-D_{1}}{a}}.}
Для плоскопасової передачі рекомендується {\displaystyle {\alpha }\geq 150^{o}}, а для клинопасової {\displaystyle {\alpha }\geq 120^{o}}

### Кінематичні характеристики
Передавальне число пасової передачі:
{\displaystyle u={\frac {{\omega }_{1}}{{\omega }_{2}}}={\frac {n_{1}}{n_{2}}}={\frac {D_{2}}{D_{1}(1-\epsilon )}},}
де ε — коефіцієнт пружного проковзування, що характеризує відносну втрату швидкості
{\displaystyle \epsilon ={\frac {V_{1}-V_{2}}{V_{1}}},}
де {\displaystyle V_{1}iV_{2}} — колові швидкості ведучого і веденого шківів.

### Силові характеристики
Для забезпечення тертя між пасом і шківом пас після встановлення на шківи попередньо натягують з силою F0. Чим більша F0, тим вища тягова спроможність передачі.
При появі робочого навантаження проходить перерозподіл натягнень гілок паса: ведуча натягується додатково до сили F1, а натягнення веденої гілки зменшується до F2:
{\displaystyle F_{1}=F_{0}+0,5F_{1};F_{2}=F_{0}-0,5F_{1},}
де {\displaystyle F_{1}} — коловасила:
{\displaystyle F_{1}={\frac {2M_{1}}{D_{1}}},}
де {\displaystyle M_{1}} — крутний момент.
Сили, що діють на вали та їх опори:
{\displaystyle F=2F_{0}\sin {({\frac {\alpha _{1}}{2}})}.}

## Розрахунок пасових передач
Метою розрахунку пасових передач є вибір та визначення геометричних розмірів пасів та шківів при попередньо обраних типах і матеріалах їх елементів.
Основними критеріями розрахунку плоских і клинопасових передач є їх тягова здатність, при забезпеченні надійності зчеплення паса з ободом шківа, та довговічності паса.
Проектний розрахунок плоскопасових передач зводиться до визначення ширини b вибраного типу паса і його товщини δ. Вихідними даними для розрахунку задають потужність N1, кутову швидкість ω, передавальне число u, термін служби (довговічність) Lh, а також умови і режими роботи передачі.